# Azap
Azapi (perz. azeb, neženje) su neredovito pješaštvo Osmanskog carstva, koje je u njegovoj ranoj povijesti odigralo značajnu ulogu. Formirano je tijekom ratnih pohoda od dobrovoljaca koji nisu dobivali plaću, ali su bili oslobođeni plaćanja davanja te sudjelovali u podjeli opljačkanog plijena. U 16. stoljeću se pojavljuju u pograničnim gradovima kao posade slabe kvalitete, naoružane samo lukom i strelicama, zatim na sultanovim galijama ili kao radna snaga u utvrdama. 

## Azapi na podrjučju jugoistočne Europe
U zemljama jugoistočne Europe Azapi su osnovani kao vojnički red jerlikulu (lokalne snage) 1501. godine, upotrebljavani su za obranu gradskih vrata, mostova, kula i palanki. Nazivani su i stražarima, a sultan ih je postavljao beratom. Naročito su bili brojni u Bosni i Hercegovini gdje je u pojedinim kapetanijama bilo i po deset džemata azapa. Samo ih je u Počiteljskoj kapetaniji bilo 190. Zapovjednici azapa zvali su se azapage ili azebage. Pošto su primali plaću nazivani su i alufedžije (plaćenici), uz to su uživali i timare.